# 烏克蘭國家植物基因庫
乌克兰国家植物基因库（羅馬化：Natsionalnyi Tsentr henetychnykh resursiv roslyn Ukrainy）是位于烏克蘭第二大城市哈尔科夫的基因库（种子库），也是该国唯一的基因库。
该基因庫成立於20世紀90年代，是乌克兰植物遗传资源 （英語：Plant Genetic Resources of Ukraine，PGRU）项目的一部分。该项目屬於烏克蘭農業科學院（英語：National Academy of Agrarian Sciences of Ukraine），由尤里耶夫農業生產研究所（英語：THE PLANT PRODUCTION INSTITUTE named after V.YA. YURIEV）監管。截至 2021 年初，它收集了世界各地的 151,300 个品种（英語：cultivar），分属于 544 种作物和 1,802 个植物物种。就其数量和多样性而言，它是世界上最大的 10 个基因库之一。据报道，2022年5月中旬，在俄罗斯侵乌战争期间，该基因库在俄羅斯軍隊对哈爾科夫的一次轰炸中被摧毀。根據尤里耶夫農業生產研究所首席研究員、農業科學博士谢尔伊·阿夫拉缅科（Serhiy Avramenko）消息，大约有两、三万个正待育种的春季作物品种被完全损毁，只占基因库的很小一部分。但基因库的核心部分被保存在别处的储藏设施中，故尚得以幸存。